# Adolf Stern
Adolf Stern (oprindelig Adolf Ernst, født 14. juni 1835 i Leipzig, død 15. april 1907 i Dresden) var en tysk forfatter og litteraturhistoriker.